# Dancé (Loire)
Dancé ist eine Ortschaft und eine Commune déléguée in der französischen Gemeinde Vézelin-sur-Loire mit 178 Einwohnern (Stand: 1. Januar 2022) im Département Loire in der Region Auvergne-Rhône-Alpes (vor 2016 Rhône-Alpes). Die Einwohner werden Dancéens genannt.
Die Gemeinde Dancé wurde am 1. Januar 2019 mit Saint-Paul-de-Vézelin und Amions zur Commune nouvelle Vézelin-sur-Loire zusammengeschlossen. Die Gemeinde Dancé gehörte zum Arrondissement Roanne und zum Kanton Boën-sur-Lignon.

## Geographie
Dancé liegt 67 Kilometer westnordwestlich von Lyon an der Loire. Umgeben wurde die Gemeinde Dancé von den Nachbargemeinden Bully im Nordwesten und Norden, Cordelle im Nordosten, Saint-Paul-de-Vézelin im Osten und Südosten, Souternon im Südosten sowie Saint-Polgues im Westen.

## Bevölkerungsentwicklung
| Jahr                       | 1962 | 1968 | 1975 | 1982 | 1990 | 1999 | 2006 | 2017 |
| Einwohner                  | 203  | 177  | 117  | 97   | 100  | 110  | 140  | 171  |
| Quellen: Cassini und INSEE |      |      |      |      |      |      |      |      |

## Sehenswürdigkeiten
- Kirche Martyre-de-Saint-Jean-Baptiste

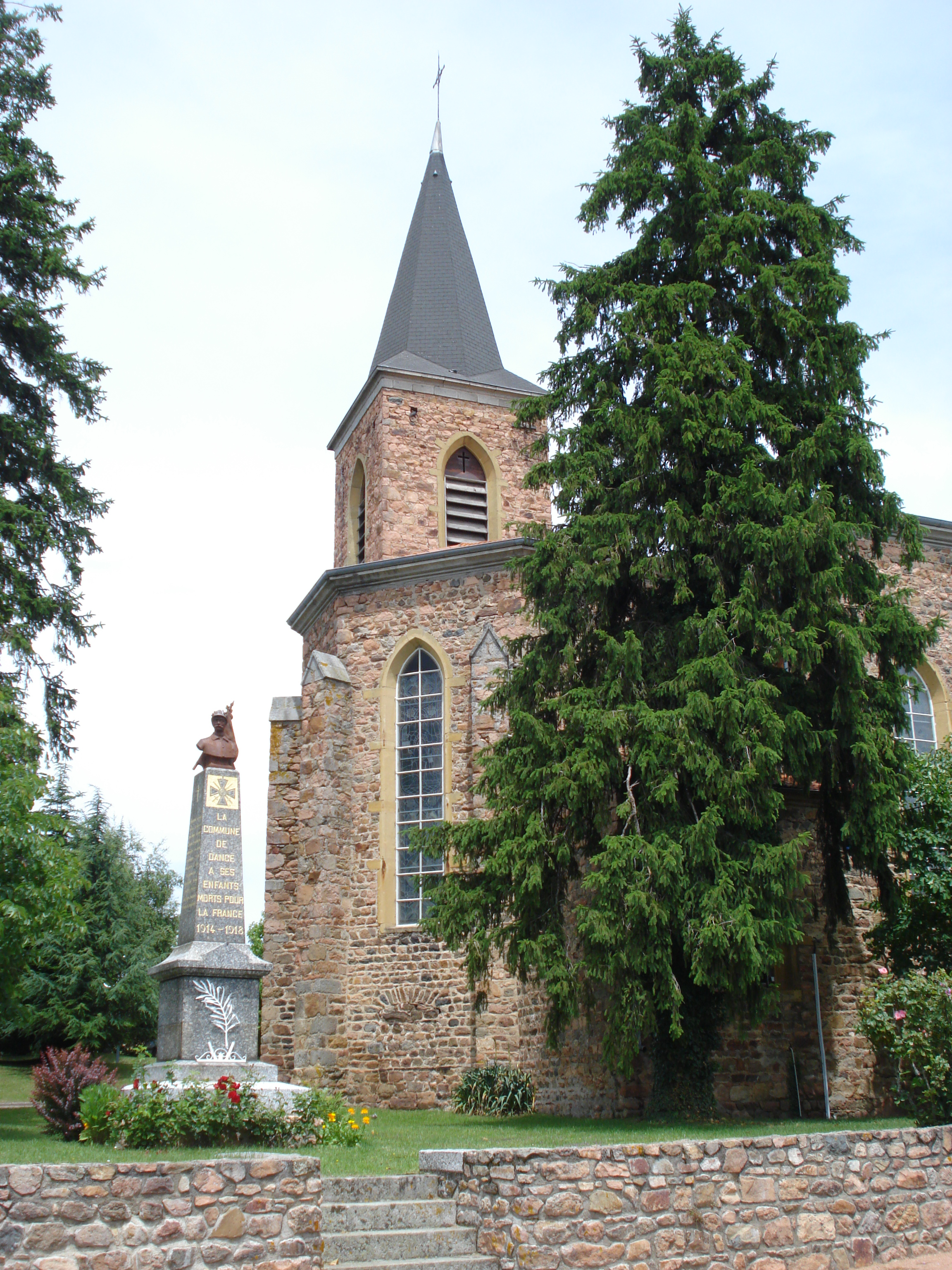
Kirche Martyre-de-Saint-Jean-Baptiste